# Adelaida
Az Adelaida német eredetű  Adelheid női név francia alakjából származik, jelentése nemes és  alak, személy.

## Rokon nevek
Adelheid, Ada,  Adél, Adela, Adéla, Adélia, Adelin, Adelina, Adelgund, Adelgunda, Adina, Alett, Aletta, Alicia, Alícia, Alida, Alitta, Alida, Aliz, Alíz, Aliza, Éda, Edda, Elke, Heidi

## Gyakorisága
Az újszülötteknek adott nevek körében az 1990-es években szórványos név volt, a 2000-es és a 2010-es években nem szerepel a 100 leggyakoribb női név között.
A teljes népességre vonatkozóan az Adelaida sem a 2000-es, sem a 2010-es években nem szerepelt a 100 leggyakrabban viselt női név között.

## Névnapok
február 5., december 16.

## Híres Adelaidák
- Adelaida García Morales, spanyol írónő

### Földrajzi névben
- Adelaide, ausztrál város